# بیشه زرد (فسا)
بیشه زرد (فسا)، روستایی از توابع بخش شیبکوه شهرستان فسا در استان فارس ایران است.گویش مردم عربی است و ساکنین آن از طوایف ایل خمسه هستند.

## جمعیت
این روستا در دهستان میانده قرار دارد و براساس سرشماری مرکز آمار ایران در سال ۱۳۸۵، جمعیت آن ۴۱۰ نفر (۷۸خانوار) بوده‌است.